# متحف مواصلات كهربائية (سانت بطرسبرغ)
متحف المواصلات الكهربائية في سانت بطرسبرغ (بالروسية: Музей электрического транспорта Санкт-Петербурга) هو متحف عن المواصلات الكهربائية مقره في جزيرة فاسلفسكي في سانت بطرسبرغ في روسيا.

## التاريخ
أُنشِئ المتحف في عام 1967م، و هو أقدم متحف مواصلات كهربائية في روسيا. وهو يقوم على مستودع فاسلفسكي للترام القديم في سانت بطرسبرغ، وقد بُني المستودع في عامي 1906 و1908 م.[بحاجة لمصدر] وقد رُمِّمَت نماذج ترامات والتي استخدمت في سانت بطرسبرغ في ذكرى الترام. وهناك أيضا معارض ثابتة: كالوثائق الأرشيفية والصور والبطاقات، ونماذج من العربات والترامات، وأيضًا يحتوي على الأزياء الرسمية لعمال الترام، والسجلات النقدية الأصلية. وفي 21 أيار 2011م، وُضِع المتحف في احتفالية الليلة الأوروبية للمتاحف.

## المعروضات
يحتوي المتحف على 45 ترام و18 عربة. وهنا بعض الصور:

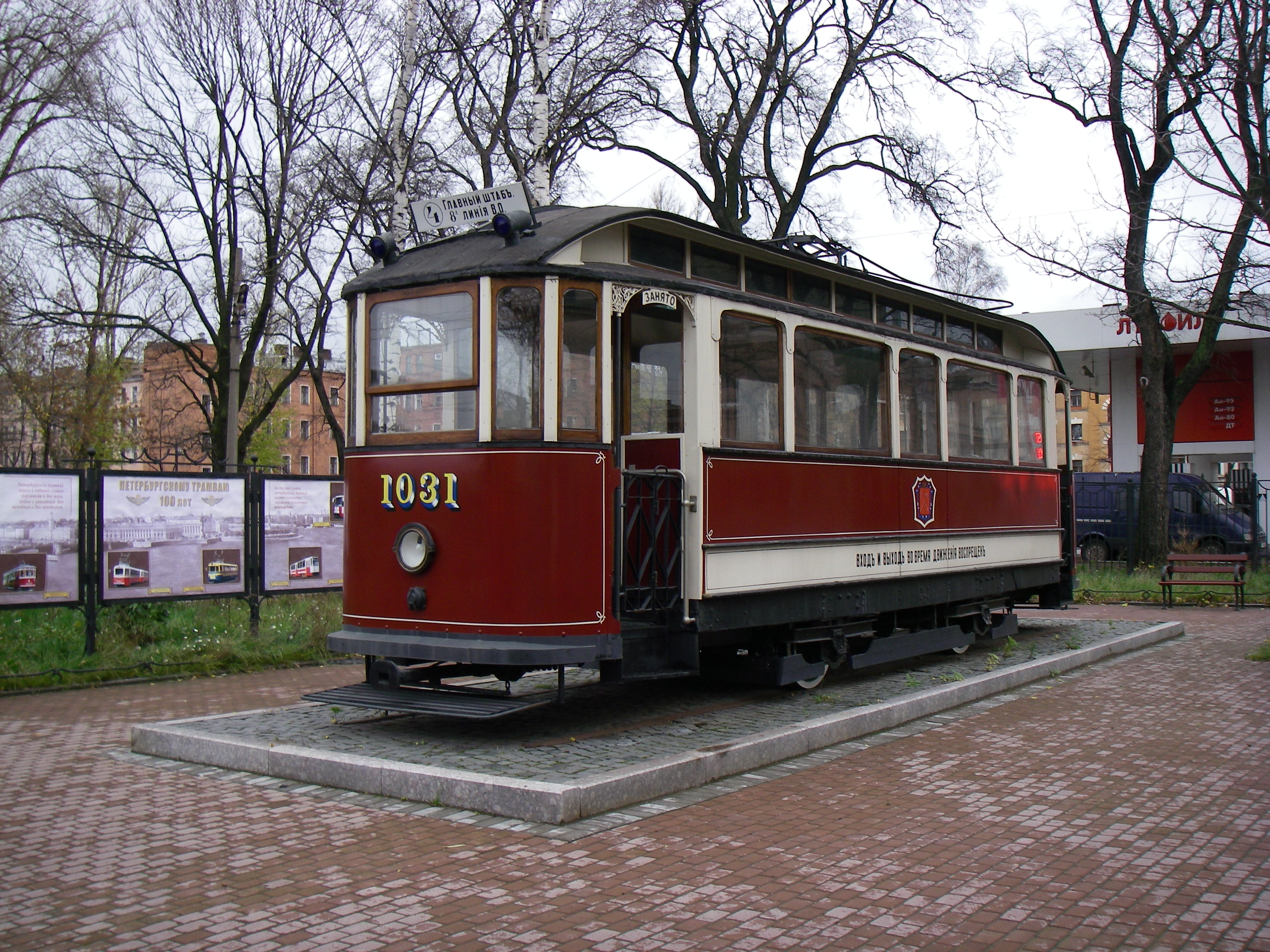
نموذج لمركبات شركة برش
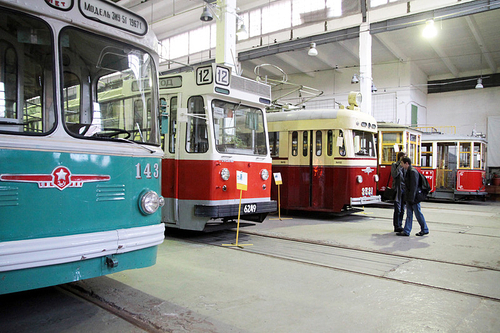
نماذج لبعض المركبات
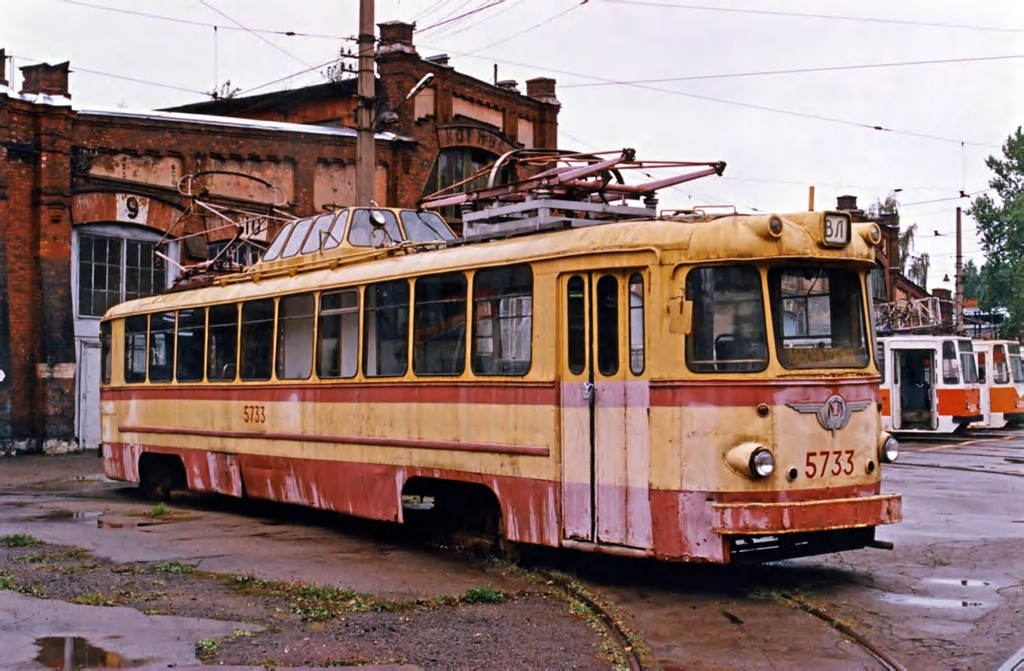
مسار اختبار السيارة لام ميم 57
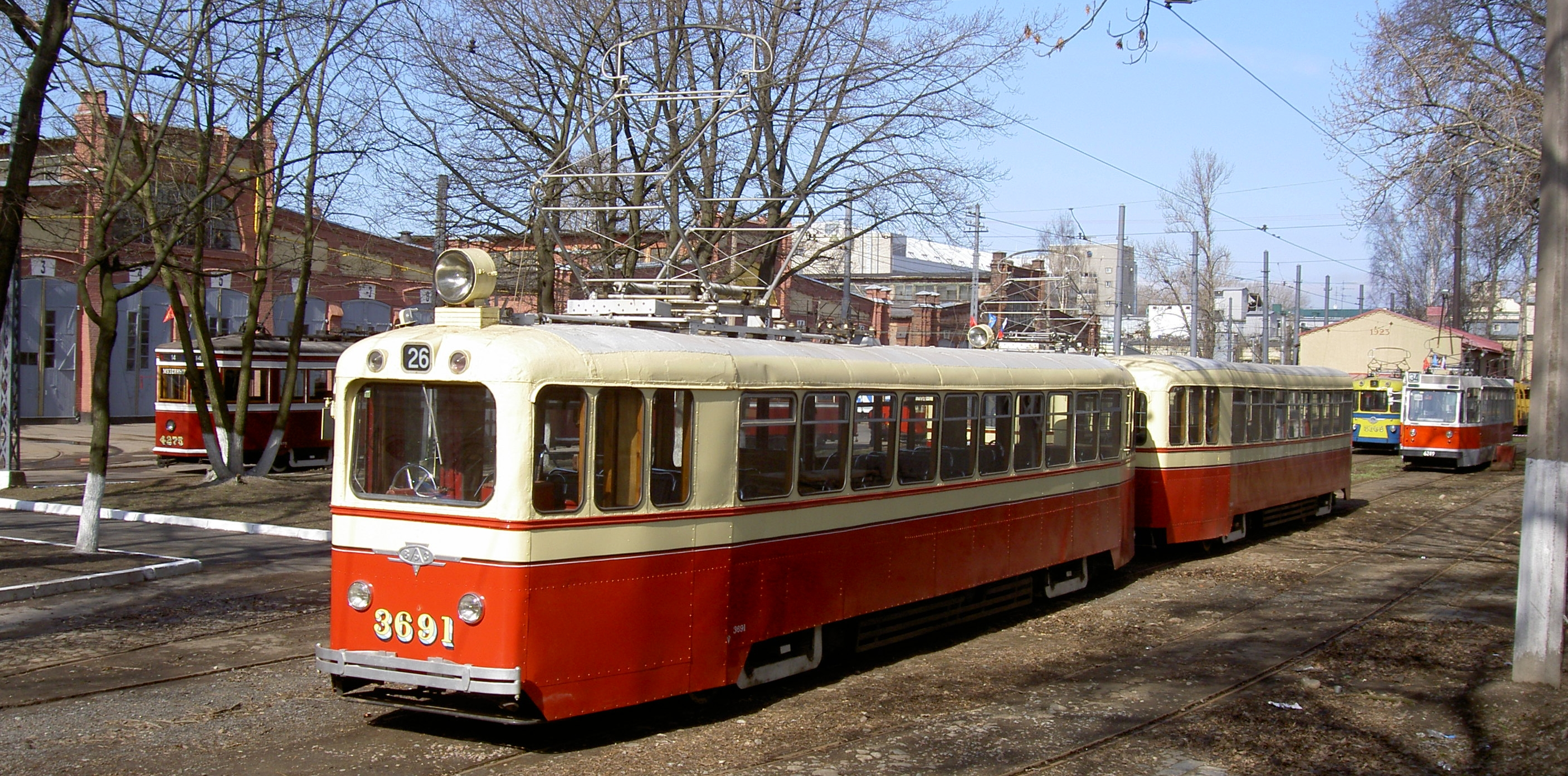
لام ميم 49

## خطط إعادة تطوير
ثمَّة خُطط لبناء قصر الفنون ومشاريع تجارية أخرى على جزء من موقع المتحف. ولكن هذه المشاريع تسببَت باحتجاجات حاشدة من المجتمع المحلي.